# Kerč
Kerč (rusky Керчь, ukrajinsky Керч, krymskou tatarštinou Keriç) je přístavní město na poloostrově Krymu, ovládaném v současnosti Ruskem a nárokovaným Ukrajinou. Leží na jeho východním výběžku na břehu Kerčského průlivu mezi Azovským a Černým mořem. Žije zde 154 621 obyvatel (2021).

## Kerčská městská rada
Administrativně je město spravováno městskou radou, do jehož obvodu nespadá žádné další sídlo.

## Dějiny
Již v 6. století př. n. l. zde existovalo starořecké město Pantikapaion, které bylo centrem Bosporské říše. Akropole se nacházela na hoře, která se v současnosti nazývá Mitridat. Kromě toho se na území moderního Kerče nacházejí starořecké osady: Mirmekion, Heraklion, Partheny, Porfimion, Tyritake, Nymfaion a řada dalších, jejichž jména se nedochovala. V byzantské éře zde vznikla pevnost Bospor a sídlila tu diecéze. Pod staroruským názvem Кърчевъ (Korčev), který pochází ze slovanského Kъrčъ (pařezí, vykácený les) a je tedy stejného původu jak česká Krč, bylo ve středověku město známo jako součást Tmutarakaňského knížectví a významné obchodní centrum mezi Kyjevskou Rusí, Kavkazem a Středomořím. Později zde byla janovská kolonie Cerquio, následně opěrný bod Osmanské říše, která byla napadána od severu záporožskými kozáky. Od roku 1774 patřilo město Ruskému impériu. Během krymské války r. 1855 bylo značně poškozeno britskými vojsky. Od roku 1973 je Kerč držitelem titulu Město-hrdina, neboť se město vyznamenalo ve Velké vlastenecké válce.
Po rozpadu SSSR bylo město zahrnuto do Autonomní republiky Krym Ukrajiny. V roce 2014 byl spolu s hlavním územím Krymu anektován Ruskou federací, v jejímž rámci je součástí Republiky Krym.
Dne 16. května 2018 pro osobní automobily a dne 1. října 2018 pro nákladní automobily byl otevřen Krymský most postavený Ruskem, který spojuje město s Krasnodarským krajem.
Dne 4. listopadu 2023 ukrajinská armáda ostřelovala Kerč a zasáhla areál loděnic Zaliv. Jedna z raket byla sestřelena ruskou protivzdušnou obranou, druhá raketa způsobila velký požár.

## Současnost

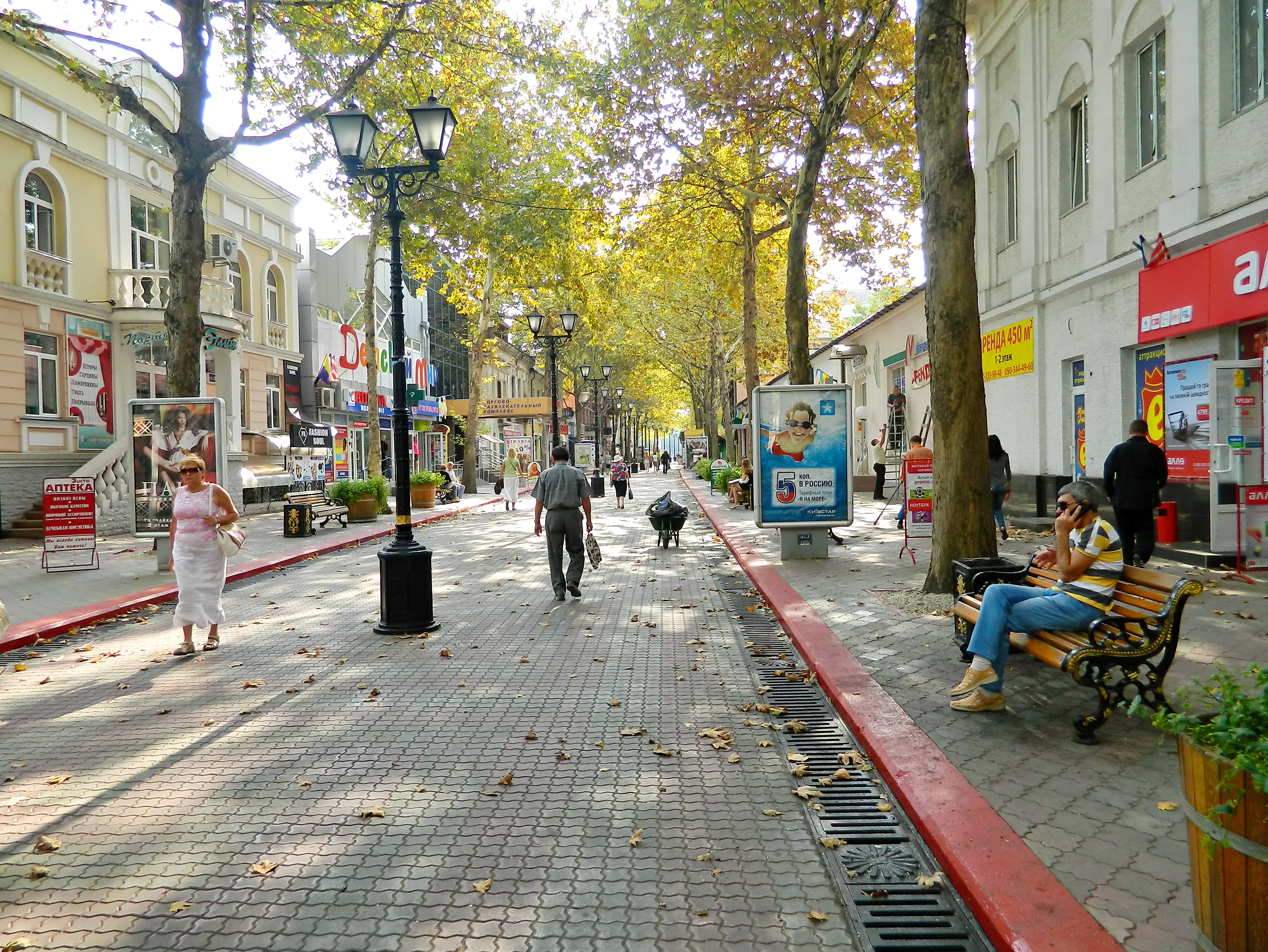
Кеrč

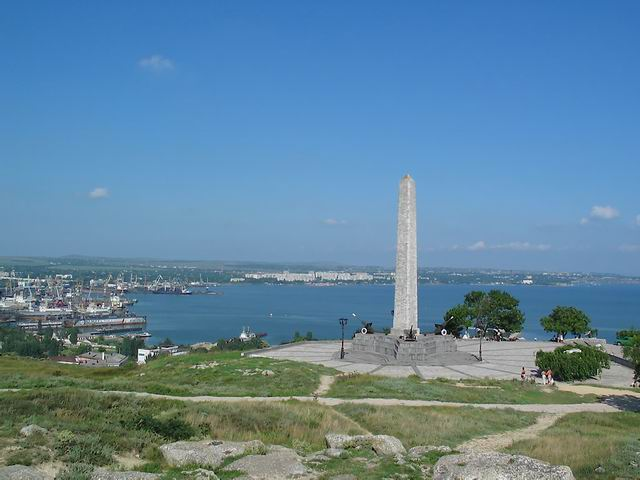
Obelisk slávy na vrcholu hory Mitridat

Kerč nadále zůstává významným přístavem a pojítkem mezi Krymem a jižním Ruskem, resp. Kavkazem; funguje zde trajekt, který jej spojuje s Krasnodarským krajem. Končí zde železniční trať z Džankoje a pevninské Ukrajiny. Ve městě je od roku 2004 provozována trolejbusová doprava (nejnovější trolejbusová síť v zemi). Ze 147 033 lidí, kteří zde žili roku 2014 (151 400 v roce 2006), tvořili 84,73 % Rusové, 8,25 % Ukrajinci, 0,93 % Krymští Tataři, 0,75 % Tataři a 0,68 % Bělorusové.

## Partnerská města
- Kyjev, Ukrajina (1997)
- Mogilev, Bělorusko (1998)
- Smolensk, Rusko (1998)
- Çanakkale, Turecko (1999)
- Odincovo, Rusko (2004)
- Orel, Rusko (2004)
- Novorossijsk, Rusko (2004)
- Krasnodar, Rusko (2005)
- Soči, Rusko (2005)
- Sevastopol, Osmanská říše (2009)
- Simferopol, Ukrajina (2010)
- Jerevan, Arménie (2012)
- Těmrjuk, Rusko (2012)
- Gdyně, Polsko (2013)
- Petrohrad, Rusko (2012)
- Smolensk, Rusko (2014)
- Tula, Rusko (2014)
- Zlatoust, Rusko (2015)
- Vladikavkaz, Rusko (2017)

## Rodáci
- Ivan Lypa (1865–1923) – ukrajinský spisovatel, lékař a bojovník za nezávislost Ukrajiny
- svatý Silván z Athosu (1866–1961) – ruský pravoslavný mnich
- svatý Lukáš Krymský (1877–1961) – ruský arcibiskup
- Nikolaj Notovič (1927–?) – ruský aristokrat a kozácký důstojník
- Voloďa Dubinin (1927–1942) – sovětský pionýr a partyzán
- Marija Jefrosininová (* 1979) – ukrajinská televizní moderátorka a herečka